# Pascha (potrawa)

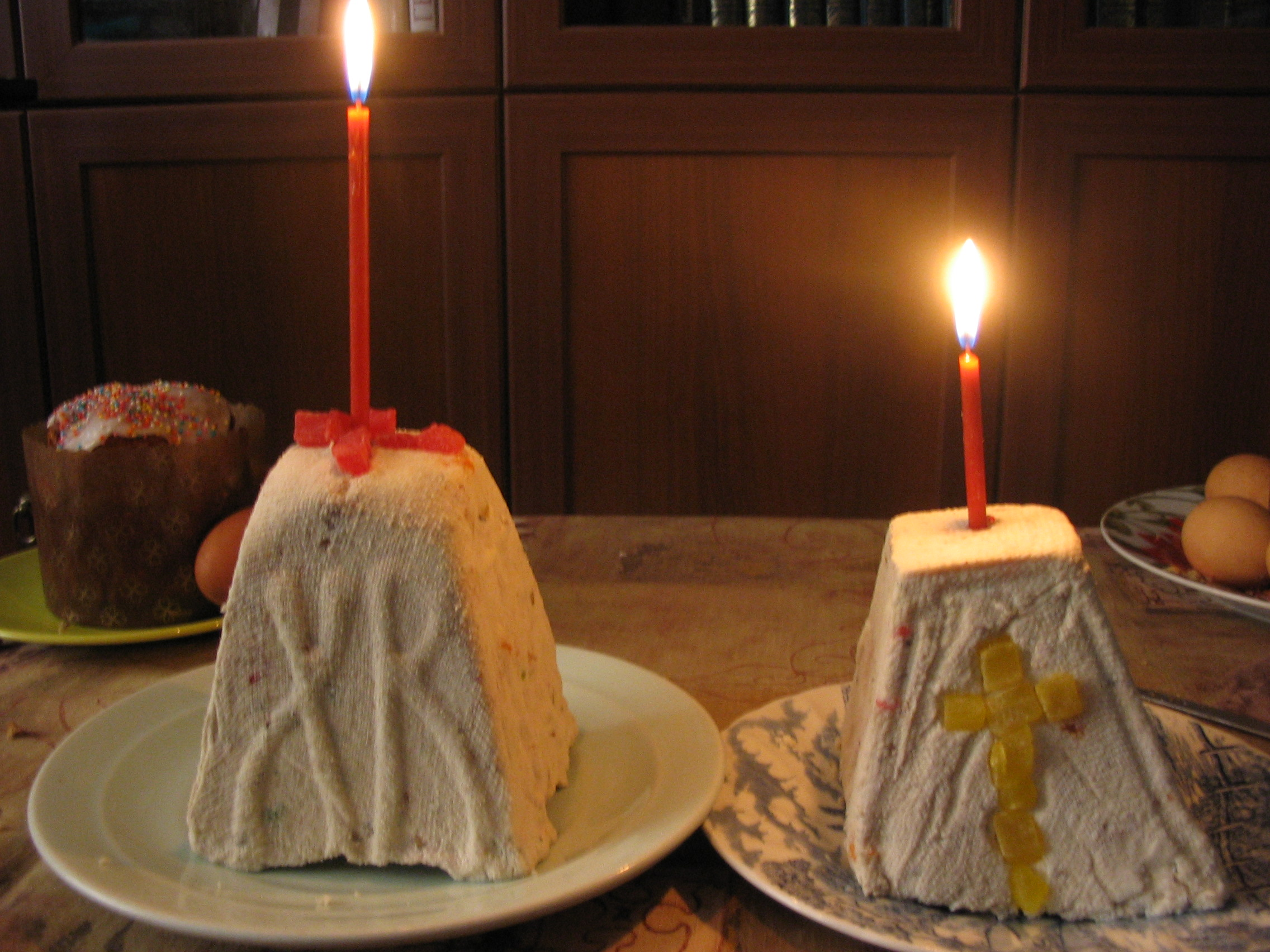
Pascha

Pascha – tradycyjna potrawa wielkanocna (zob.: Pascha) pochodzenia północno-rosyjskiego, przygotowywana z twarogu lub z mleka, śmietany, masła, zwykle z dodatkiem żółtek, cukru, wanilii i innych składników, również bakalii. Zwykle bardzo słodka, podawana zazwyczaj w postaci ściętej piramidki ozdobionej rodzynkami i skórką pomarańczową.
W południowej Rosji i na Ukrainie paska – tzw. chleb wielkanocny (w północnej Rosji kulicz, ros. кулич). Pod nazwą pascha (paska) spotyka się w niektórych rejonach Polski także inne ludowe potrawy wielkanocne – rodzaj przyrządzanego w Wielkim Tygodniu wypieku, słodkiego aromatycznego chleba lub też zbożowej polewki.

## Tradycja i symbolika paschy
Rosyjska tradycyjna pascha jest przyrządzana i podawana zasadniczo tylko raz do roku, na Wielkanoc. Robi się ją przede wszystkim z mleka i jajek, które kojarzone są z wiosennym odradzaniem się przyrody i od zawsze obciążone były religijnymi znaczeniami symbolicznymi, także w chrześcijaństwie. Dodatki do paschy – cukier, bakalie itp. są produktami luksusowymi, symbolizującymi bogactwo i dobrobyt. Kształt ściętej piramidy symbolizować ma Grób Chrystusa.
Pascha jako potrawa Wielkanocna znana jest również w Polsce, zwłaszcza wśród rodzin wywodzących się z Kresów Wschodnich. W ostatnich czasach, w związku z zanikiem znajomości tradycji i symboliki, traktowana bywa jako zwykły deser, podawany przez cały rok, także w dni powszednie.

## Przyrządzanie paschy
Są dwa podstawowe sposoby przyrządzania paschy – na zimno i na gorąco. Paschę na zimno przyrządza się z twarogu ucieranego z dodatkami – śmietaną, masłem, żółtkiem i cukrem. Paschę na gorąco przyrządza się z użyciem utartego wstępnie twarogu lub bez niego. W tym drugim przypadku używa się kwaśnego mleka lub mleka słodkiego, do którego dodaje się kwaśnej śmietany. W trakcie gotowania mleko się warzy (ścina). Szczegółowych przepisów jest tu wiele. Warunkiem zrobienia dobrej paschy z twarogu na zimno czy na gorąco jest użycie twarogu absolutnie świeżego, nieprzegrzanego podczas przyrządzania i jak najbardziej suchego – całkowicie odciśniętego z serwatki.
Do gotowej, tartej na zimno czy gotowanej masy można dodać bakalie i inne dodatki, następnie się ją odsącza. Do odsączania i zarazem formowania paschy służą tradycyjnie „pasocznice” – drewniane rozkładane formy, z pięciu deseczek tworzące po złożeniu kształt piramidy. Pasocznice bywają zdobione w środku snycerską negatywową dekoracją. W braku pasocznicy użyć można doniczki z otworem w dnie, wyłożonej czystą, białą szmatką. W Polsce używa się często wyłożonego szmatką sita – durszlaka. Odsączanie paschy powinno się przeprowadzać w chłodnym pomieszczeniu, pod obciążeniem, przez kilka do kilkunastu godzin. Po odsączeniu dekoruje się paschę z wierzchu orzechami, migdałami czy innymi bakaliami. Gotową paschę należy przechowywać w suchym i chłodnym pomieszczeniu. Paschy przyrządzane na zimno są mniej trwałe, wytrzymują dwa – trzy dni, podczas gdy przyrządzane na gorąco - tydzień i dłużej.
Kuchnia rosyjska zna wiele odmian paschy różniących się szczegółowym sposobem przygotowania i doborem dodatków. Paschy „bogate”, tłuste, przyrządzone z dużą ilością jaj, masła i śmietany nazywane są bojarska i carska. Jako dodatki, poza już wymienionymi, służyć mogą: czekolada, marmolada, przeciery owocowe, owoce kandyzowane, cykata. Paschę aromatyzuje się zwykle wanilią, ale także kardamonem czy badianem.